# (38510) 1999 TF221
1999 TF221 (asteroide 38510) é um asteroide da cintura principal. Possui uma excentricidade de 0.09710480 e uma inclinação de 8.50584º.
Este asteroide foi descoberto no dia 2 de outubro de 1999 por CSS em Catalina.